# 党员马大姐
《党员马大姐》，中国大陆电视剧，导演英达，主演蔡明、李建华、虞梦、李野萍、吕小品。

## 剧情
马大姐的一个老姐妹把自己加入中国共产党的消息告诉了她，她听了之后为朋友高兴之余也为自己伤感，觉得自己也应该加入中国共产党，于是便写了申请书。马大姐居住的街道办开了一家旅馆，请她当了临时代理，结果马大姐把邻居们都得罪了。会计老徐更是嫉妒她不已，表面和和气气，背地里使坏。马大姐日复一日的真心工作和面对面的交谈感动了老徐，最终老徐惭愧不已，捐弃前嫌，而马大姐也加入了中国共产党。

## 演出
| 演员   | 角色   | 备注 |
| 蔡明   | 马大姐 |      |
| 虞梦   | 王艾嘉 |      |
| 李建华 | 王援朝 |      |
| 金雅琴 | 刘奶奶 |      |
| 金昭   | 孟大妈 |      |
| 吕小品 | 刘勇   |      |
| 李永贵 | 徐仁义 |      |
| 张颜   | 梁主任 |      |
| 齐欢   | 刘小芳 |      |
| 代乐乐 |        |      |